# 南岭乡 (澜沧县)
南岭乡，是中华人民共和国云南省普洱市澜沧拉祜族自治县下辖的一个乡镇级行政单位。

## 行政区划
南岭乡下辖以下地区：
黄回村、芒弄村、勐炳村、下南现村、谦哲村、芒付村、勐坎村和麻栗村。